# تصوير جوي
التصوير الجوي هو عملية تصوير ضوئي تجرى من الجو. غالبا ما تستعمل وسيلة نقل جوي مثل طائرة وغيرها لإتمامه. وهو يختلف عن «التصوير الفضائي» الذي تستخدم فيه الأقمار الصناعية لالتقاط صور فضائية لمواقع على الأرض.

## تاريخه

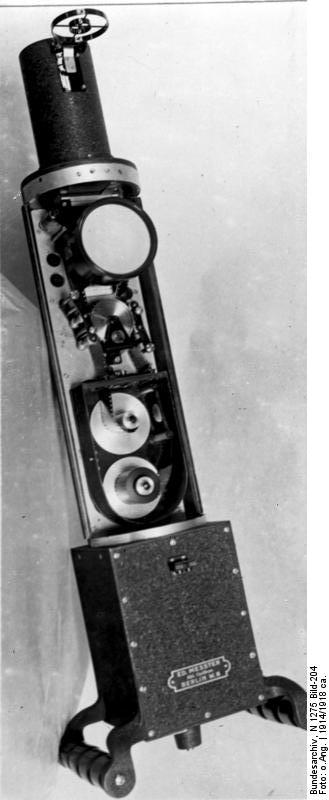
آلة تصوير رشاشة مصممة للتصوير الجوي لصالح الجيش الألماني (مؤرخة سنة 1914)

أول من أجرى تصويرا جويا كان الفرنسي «جاسبر فيليكس تورناشون» المكنى بـ«نادار» المصوّر وقائد المناطيد، والذي التقط صورة جوية لباريس سنة 1858.
واستطاع أرتور باتوت سنة 1888 التقاط صورة باستعمال طائرة ورقية. والتقط أول فيلم تسجيلي صامت جوي لمدينة روما في 24 أبريل 1909، مدته 3 دقائق و28 ثانية.
لكن الحرب العالمية الأولى، ولأسباب استخباراتية، هي من أعطت للتصوير الجوي أهميته. حيث استعملت آلة التصوير الجوي نصف الأوتوماتيكية، والتي صممها المهندس العسكري الروسي الكولونيل بوت سنة 1911م.

## الوسائل الجوية المستعملة
تعددت الوسائل المستعملة في التقاط الصور الجوية. في البدء استُعملت المناطيد والبالونات ليشمل في ما بعد الطائرات المدنية والعسكرية. ولم يقتصر الأمر على المركبات المأهولة، بل طال أيضا الصواريخ والطائرات بدون طيار.

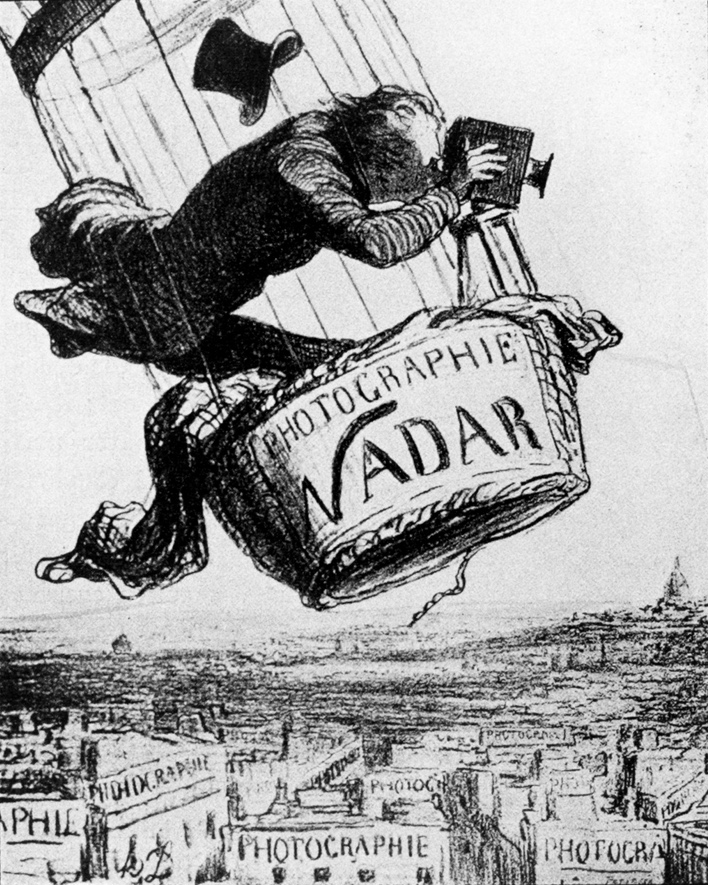
المصور الفرنسي نادار من على منطاد
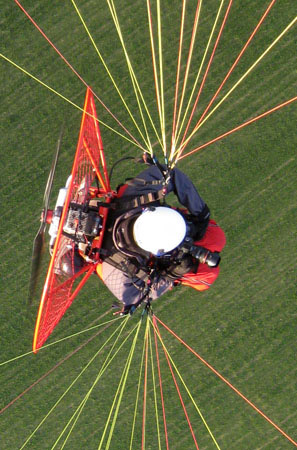
مصور على مظلة طائرة مزودة بمحرك
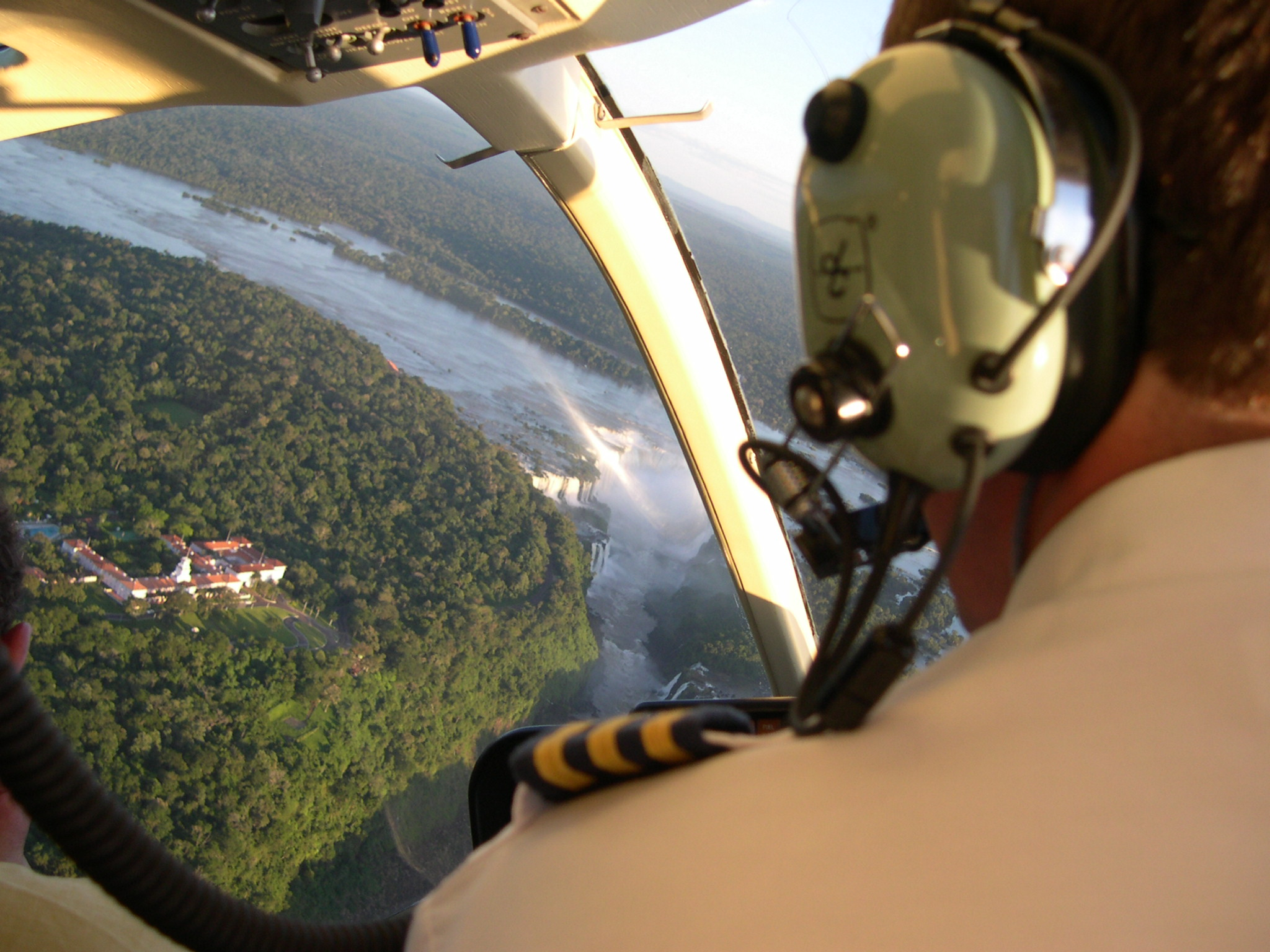
مصور على طائرة عمودية
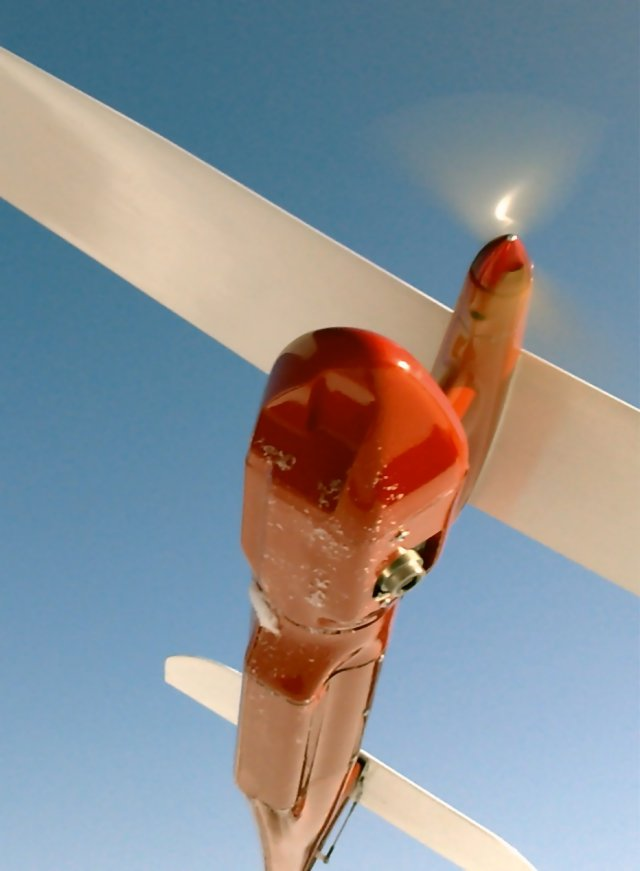
طائرة بدون طيار تحمل كاميرا

## مجالات الاستعمال

صورة جويّة للجامع الأخضر (جامع السلطان محمد الأول) المبني عام 1421م بمدينة بورصة، بتركيا.

انتقل التصوير الجوي من مجرد تجارب وهواية إلى استعمالات أخرى علمية وتجارية وعسكرية.

### الاستخبارات
رصد تحركات العدو واستعداداته ميدان أبلى فيه التصوير الجوي بلاء حسنا لما يسمح من مراقبة العدو عن بعد وبصورة دائما. لم يقتصر الاستعمال في حالة الحرب (مثلما كان أثناء الحربين العالميتين) بل بقي أيضا في أيام السلم.
من أشهر طائرات التجسس والاستطلاع المزودة بآلة تصوير طائرة يو2 الأمريكية.

### التصوير العلمي الوثائقي
يُلجأ لهذا التصوير عند الحاجة لاعداد برامج وثائقية حول ميادين مختلفة.

### التجاري
يُستعمل التصوير الجوي في الولايات المتحدة للترويج العقاري.

### مسح الأراضي
يُلجأ للتصوير الجوي كوسيلة أساسية في جمع المعلومات والبيانات اللازمة لإعداد الخرائط.

## وصلات خارجية
- Aerial photography and remote sensing
- Air photo interpretation
- Bird's eye view of the Delaware Valley Exhibit about the Dallin Aerial Survey Company (1924-1941)
- California Coastal Records Project
- Historic aerial photos of Columbia, South Carolina from the University of South Carolina Library
- Historical Aerial Photographs of New York , Cornell University Library & Cornell Institute for Resource Information Sciences
- Professional Aerial Photographers Association
- RCAPA Remote Control Aerial Photography Association